# Képmás (televíziós sorozat)
A Képmás (Counterpart) egy amerikai sci-fi thriller tévésorozat J. K. Simmons főszereplésével. A sorozatot Justin Marks készítette, és először a Starz prémium kábelcsatorna sugározta. A sorozat két évadban, 20 epizódon keresztül futott. 2017. december 10-én volt a premierje, és 2019. február 17-én adták le az utolsó epizódját.

## Cselekmény
Howard Silk, a szelíd, csendes irodai dolgozó harminc éve dolgozik egy berlini székhelyű ENSZ-ügynökségnél, az Office of Interchange-nél (OI). Pozíciója túl alacsony ahhoz, hogy megmondják neki, mit is jelent valójában a munkája, ami látszólag értelmetlen üzenetek cseréje. Az OI, mint főhadiszállás, egy átjárót felügyel a párhuzamos Földek (az „Alpha” és a „Prime” világok) között. A párhuzamos Földek 1987-ben jöttek létre egy kelet-németországi kísérlet során, amikor csak egy Yanek nevű tudós volt a helyszínen. Az „Alpha-világ”-beli Yanek találkozott a „Prime-világ”-ban lévő párjával, és hamarosan tanulmányozni kezdték, hogyan kezdenek eltérni egymástól az eredetileg azonos Földek.
A két világ közötti különbségek 1996 után váltak hangsúlyosabbá, amikor egy influenzajárvány százmilliókat ölt meg a Prime világban, ami technológiailag visszavetette ezt, de az élettudományok terén előrelépett. A vírust a gyanú szerint az Alpha világ szándékosan juttatta a Prime világba, ami a két világ között feszült hidegháborút eredményezett, a „képmásokat” pedig kémeknek és alvóügynököknek használták. (Mindkét világbeli Howard Silket J. K. Simmons alakítja a sorozatban). A „Howard”-ként emlegetett Silk Alpha világa továbbra is hasonlít a miénkhez, de a Prime világa egészen mássá válik, a „Prime”-ként nevezett Howard Silk egy képzett, hidegvérű hírszerző ügynök. A sorozat folyamán az ügyek akkor eszkalálódnak, amikor egy titkos szervezet régóta szövögetett tervet hajt végre, hogy bosszút álljon az Alpha világon.

## Főszereplők
| Szerep                 | Színész          | Magyar hang       |
| ---------------------- | ---------------- | ----------------- |
| Howard Silk            | J. K. Simmons    | Barbinek Péter    |
| Emily Silk             | Olivia Williams  | Bertalan Ágnes    |
| Peter Quayle           | Harry Lloyd      | Szatory Dávid     |
| Eric                   | Jamie Bamber     | Zámbori Soma      |
| Nadia Fierro / Baldwin | Sara Serraiocco  | Andrusko Marcella |
| Josef Aldrich          | Ulrich Thomsen   | Kőszegi Ákos      |
| Ian Shaw               | Nicholas Pinnock | Maday Gábor       |
| Alexander              | Stephen Rea      | Harmath Imre      |
| Lambert                | Guy Burnet       | Fehér Tibor       |
| Fancher                | Richard Schiff   | Várkonyi András   |